# Zaderć
Zaderć (biał. Задзерць, Zadzierć; ros. Задерть, Zadiert`) – wieś na Białorusi, w obwodzie brzeskim, w rejonie żabineckim, w sielsowiecie Rokitnica.

## Historia
W XIX i w początkach XX w. położony był w Rosji, w guberni grodzieńskiej, w powiecie kobryńskim, w gminie Rohoźna.
W dwudziestoleciu międzywojennym wieś i folwark leżące w Polsce, w województwie poleskim, w powiecie kobryńskim, do 18 kwietnia 1928 w gminie Rohoźna, następnie w gminie Oziaty. W 1921 wieś liczyła 134 mieszkańców, zamieszkałych w 24 budynkach, w tym 123 Białorusinów i 11 Polaków. 123 mieszkańców było wyznania prawosławnego i 11 rzymskokatolickiego. Folwark liczył zaś 10 mieszkańców, zamieszkałych w 1 budynku, wyłącznie Polaków. 9 mieszkańców było wyznania mojżeszowego i 1 prawosławnego.
Jesienią 1943 Niemcy dokonali eksterminacji ok. 30 obywateli polskich narodowości żydowskiej mieszkających w Zaderci.
Po II wojnie światowej w granicach Związku Sowieckiego. Od 1991 w niepodległej Białorusi.